# Dowerin
Dowerin är en ort i Australien. Den ligger i kommunen Dowerin och delstaten Western Australia, omkring 140 kilometer nordost om delstatshuvudstaden Perth. Antalet invånare är 474.
Trakten runt Dowerin är nära nog obefolkad, med mindre än två invånare per kvadratkilometer.. Dowerin är det största samhället i trakten. 
Trakten runt Dowerin består till största delen av jordbruksmark.  Genomsnittlig årsnederbörd är 414 millimeter. Den regnigaste månaden är september, med i genomsnitt 57 mm nederbörd, och den torraste är december, med 12 mm nederbörd.